# O'naturel
O'naturel是一間位於法國巴黎十二區的裸體餐廳。餐廳在2017年11月開張，供應法國菜。2019年1月，兩兄弟老闆Mike和Stéphane Saada宣布計劃在2月結束業務。